# Росица (област Добрич)
Вижте пояснителната страница за други значения на Росица.
Росица е село в Североизточна България. То се намира в община Генерал-Тошево, област Добрич.

## География
Село Росица се намира в най-северната част на област Добрич, между селата Красен и Лозница, на 5 км от сухопътната граница с Република Румъния (втора гранична зона), 35 км от Генерал Тошево и на 50 км от Добрич.

## История
Днешното село Росица се състои от махалите Сараджа (или Горна Сараджа) и Шах Вели, които възникнали през 16 век като отделни турски чифлици, а по-късно села, които носели имената на основателите си. За ранната история на селата има малко данни, но оттогава е останал и мюсюлманският гроб-светилище Шах баба в махалата Шах Вели.
През 1832 по времето на бея Емин ага, далечен потомък на Шах Вели и наследник на неговия чифлик, в селто се заселили първите българи. Това били родовете на братята Алекси, Еньо, Георги и Димитър Алексиеви родени в село Корудере, Лозенградско – завръщащи се от Русия бежанци, избягали по време Руско-турската война от 1828 – 1829 г.. По пътя към родните си земи те замръкнали в покрайнините на турския чифлик, където били забелязани от работници на бея. Воден от интересите си и турската официална политика към завръщащите се българи, Емин ага ги поканил да останат на служба в стопнаството му като пастири и замеделски работници и те останали.
Приблизително по същото време в района на селото започнали да идват и първите овчари от Котленско и Сливенско, които лете слизали от Балкана да търсят паша за овцете и препитание за семействата си. Един от тях – Слав Тодоров Хайдутов (Слав кехая), родом от село Градец – спечелил уважението и доверието на Емин ага и станал управител на неговия чифлик, а по-късно довел и семейството си.
Чифликът на Емин ага в Шах Вели съществувал до Освобождението през 1878 г., когато селото става българско. Тогава беят и други по-имотни турци предпочели да потърсят убежище във Влашко, а по-късно и в Турция, и разменили земите си срещу стока (овце, кози и др.), които можели да отведат със себе си.
По време на Междусъюзническата война от 1913 село Росица, заедно с цяла Добруджа, попада в пределите на Румъния, първоначално под турското име Сараджа, а по-късно е преименувано на Фондени.
През 1941, по силата на Крайовкия договор, селото е върнато на България и по предложение на по-будни жители получава сегашното си име Росица.

## Демография

### Брой на населението
Населението на село Росица при последното официално преброяване през 2011 г. е 364 души, а по текущата статистика на НСИ към 2014 е 330 души.
Тенденцията в броя на населението е низходяща още от средата на XX век, когато селото наброява 2155 души. В резултат на принудителната колективизация и окрупняването на земеделските земи след 1946 г. в две ТКЗС, а по-късно и АПК, намалява нуждата от работна ръка в селото. В същото време в градовете набира скорост плановата индустриализация. Под надзора на Българската комунистическа партия започва масово изселване, най-вече по посока на общинския център Генерал Тошево, областния (и бивш окръжен) център Добрич, както и морската столица Варна. В резултат на Възродителния процес от края на 1980-те част от турското население също напуска селото по посока Турция, а след Промените от 1989 и свиването на икономиката в първите години на демократично управление демографската криза се задълбочава още повече.
|           | 1934 | 1946 | 1956 | 1965 | 1975 | 1985 | 1992 | 2001 | 2011 | 2021 |
| --------- | ---- | ---- | ---- | ---- | ---- | ---- | ---- | ---- | ---- | ---- |
| население | 1837 | 2155 | 1859 | 1706 | 1312 | 929  | 923  | 625  | 364  | 226  |

Източник: НСИ, 2011

### Възраст
Населението на село Росица е застаряващо. През 2011 г. процентът на хората над трудоспособна възраст (29,9%) е над средния за страната (18,9%).
| възраст (в години) | процент |
| ------------------ | ------- |
| 0 – 19             | 16,2%   |
| 20 – 64            | 53,8%   |
| 65 и повече        | 29,9%   |

Източник: НСИ, 2011

### Етнически състав
Основният етнос в селото е българският (57%), с голямо турско (35%) и по-малко ромиско (8%) малцинство.
| етнос   | брой | процент |
| ------- | ---- | ------- |
| българи | 206  | 56,6%   |
| турци   | 125  | 34,3%   |
| роми    | 29   | 8,0%    |
| други   | 4    | 1,1%    |
| ОБЩО    | 364  | 100,0%  |

Източник: НСИ, 2011

### Религия
В село Росица живеят християни и мюсюлмани (наричани още мохамедани). Има действаща джамия. Църквата е развалена непосредствено след 9 септември 1944 г.

## Обществени институции
В 1882 година в селото е основано училището ОУ „Кирил и Методий“, действащо до към 2000 година, след което е закрито с министерска заповед.
Има действащо читалище на името на големия български белетрист Йордан Йовков, който от 1905 до 1907 година учителства в Росица. Читалището притежава огромен фонд книги, както и женска фолклорна група за изворно народно пеене, носител на много престижни награди.

## Личности
- Йордан Йовков – писател, роден в Жеравна, учител в Росица в периода 1905 – 1907 г.
- Добрин Добрев Финиотис – народен певец, Ученик и последовател на песните на Верка Сидерова (1926-2025), общественик. Роден  на 26 ноември 1972 г. в град Добрич. Израства в село Росица. Завършва Националното училище по култура в София, и Университета по библиотекознание и информационни технологии-София, по специалността „Културно историческо наследство". Преводач от гръцки език. Автор на книгите: „В Родината ми топли пепелта“ Стихотворения (2015) и „Разпалени въглени“-Спомени,разкази,публицистика(2019). Живее и работи в Кипър и България.Дарител на НЧ"Йордан Йовков-1942"-село Росица.
- Член на Съюза на българските писатели. Реставратор и първи главен уредник на "Дом Дора Габе-София"-с музейна експозиция.Записва над 80 добруджански народни песни във фонда на БНР. "Сараджански легенди"-биографичен филм на БНТ.
- проф. д-р Иван Душанов – икономист, преподавател в УНСС и автор на учебници по счетоводство, учител и директор на училището в Росица в периода 1945 – 1947 г.
- проф. Гани Матеев Ганев – историк, краевед
- Енчо Малев – инженер, депутат в XXXVIII, XXXIX и XL народно събрание. Роден през 1954 г. в Росица.

## Редовни събития
Традиционният годишен сбор (събор) на село Росица се провежда всяка година на 2 юни – Ден на Христо Ботев и на загиналите за свободата и независимостта на България.

## Други
В музикалния фонд на Българското радио и телевизия са записани над 80 песни от село Росица, в изпълнение на народния певец Добрин Добрев
Песните са издадени на компактдискове и други аудионосители, съхранявани в музикалния отдел на Народната бибилиотека „Св. св. Кирил и Методий“ – София.
Голямо щастие за Росица бил престоят на големия писател Йордан Йовков от 1905 до 1907 година. Някой от своите преживявания, срещи и разговори със селяните от Сараджа Йовков описва в „Приключенията на Гороломов“. Ловчо Стоянов, колега и близък приятел на Йовков свидетелства, че Каса Иван, Цоньо, Гено, Стоил и Руси – герои от романа са действителни имена на селяни от Сараджа. От Сараджа Йовков е взел прототип и за Еньо кафеджията от разказа „Серафим“ – това е Саръ Еньо Алексиев, който държал кафене край пътя. От Сараджа са взети сюжети и герои за разказите: „Ревност“, „Врагове“, „Измама“, „Сенебирските братя“, „Другоселец“, „Баща и син“, „Среща“, „Съд“, и „Земляци“. Признателните потомци са издигнали паметник на Йордан Йовков в двора на училището, което днес е закрито.